# Greve av Rosenborg

Vapen för grevarna av Rosenborg

Greve av Rosenborg är en dansk adelstitel som under loppet av 1900-talet har givits åt prinsar inom det danska kungahuset som har ingått äktenskap utan monarkens tillåtelse och därmed förlorat sin arvsrätt till den danska tronen och därmed också sina bördstitlar. Grevetiteln syftar på Rosenborgs slott i Köpenhamn.
Grevarna av Rosenborg tilltalas – liksom sina grevinnor – excellens och tillhör rangrullans klass 1. Som alla ogifta döttrar till grevar får grevarna av Rosenborgs döttrar den danska titeln komtesse.
Titeln är ärftlig och det har funnits sju prinsar som på detta sätt har lämnat det danska kungahuset. Prins Viggo fick aldrig några barn, och den ännu levande Ingolf är också han barnlös, varför hans linje kommer att dö ut med honom själv. Prins Aages linje dog ut med den barnlöse sonen Valdemar 1995 och då prins Christian inte hade några söner dog hans linje ut på manssidan med honom själv 2013. Tre linjer – Eriks, Flemmings och Olufs – lever kvar på manssidan.

## Grevar av Rosenborg
Prinsar som blev grevar av Rosenborg i fet text.
- Kung Kristian IX
  - Kung Fredrik VIII
    - Kung Kristian X
      - Kung Fredrik IX av Danmark
        - Drottning Margrethe II

      - Prins Knud
        - Prins Ingolf (född 1940)
        -  Prins Christian (1942–2013)

    - Prins Harald
      - Prins Oluf (1923–1990)

  - Prins Valdemar
    - Prins Aage (1887–1940)
    - Prins Axel
      -  Prins Flemming (1922–2002)

    - Prins Erik (1890–1950)
    - Prins Viggo (1893–1970)

## Vapen
För den förste greven av Rosenborg, nämligen prins Aage, fastställdes 1914 ett vapen med ett gående blått lejon och tre röda hjärtan på ett gyllene fält (en heraldisk reduktion av det danska riksvapnet). Aage tilläts att kröna skölden med samma rangkrona som han hade använt som arvsberättigad prins. För hans eventuella efterkommande fastställdes ett vapen kvadrerat i hans eget och ett talande vapen för Rosenborg: ett slott och en ros av silver på rött fält. I hjärtskölden placerades ätten Oldenburgs vapen. Aages bröder Erik och Viggo - samt deras manliga ättlingar - fick samma titlar och vapen när de ingick icke-ståndsmässiga äktenskap (ett så kallat morganatiskt äktenskap).
Fyra ytterligare grenar med titeln skapades i och med prinsarna Olufs, Flemmings, Ingolfs och Christians äktenskap. Några nya vapen skapades dock inte för dessa grenar förrän 2004. Vapnen för de fyra grenarna var samma som för de tidigare med den skillnaden att stamfaderns mor representerades i hjärtsköldens vänstra halva, och i vänster sköldhållare.